# Praha-Libeň
Praha-Libeň egy csehországi vasútállomás, a prágai Libeň kerületben.

## Nemzetközi vonatok
| Járat                                   | Útvonal | Gyakoriság |
| --------------------------------------- | --- | ---------- |
| Cracovia EuroCity                       | Kraków Główny – Oświęcim – Brzeszcze Jawiszowice – Czechowice-Dziedzice – Bohumín – Ostrava hl.n. – Ostrava-Svinov – Hranice na Moravě – Olomouc hl.n. – Zábřeh na Moravě – Česká Třebová – Ústí nad Orlicí město – Pardubice hl.n. – Kolín – Praha-Libeň – Praha hl.n. | Napi 1 pár |
| Praha EuroCity Porta Moravica InterCity | Warszawa Wschodnia – Warszawa Centralna – Warszawa Zachodnia – Opoczno Poludniowe – Zawiercie – Dąbrowa Górnicza – Sosnowiec Główny – Katowice – Tychy – Rybnik – Wodzisław Śląski – Chałupki – Bohumín – Ostrava hl.n. – Ostrava-Svinov – Hranice na Moravě – Olomouc hl.n. – Zábřeh na Moravě – Česká Třebová – Ústí nad Orlicí město – Pardubice hl.n. – Kolín – Praha-Libeň – Praha hl.n. | Napi 2 pár |
| Pendolino Košičan SuperCity             | Praha hl.n. – Praha-Libeň – Kolín – Pardubice hl.n. – Česká Třebová – Olomouc hl.n. – Ostrava-Svinov – Ostrava hl.n. – Český Těšín – Čadca (Csaca) – Žilina (Zsolna) – Ružomberok (Rózsahegy) – Liptovský Mikuláš (Liptószentmiklós) – Štrba (Csorba) – Poprad-Tatry (Poprád) – Kysak (Sároskőszeg) – Košice (Kassa)                                                                          | Napi 1 pár |
| Metropol EuroNight                      | Budapest-Keleti – Vác – Štúrovo – Nové Zámky – Bratislava hl.st. – Kúty – Břeclav – Brno hl.n. – Pardubice hl.n. – Přelouč – Kolín – Praha-Libeň – Praha hl.n. | Napi 1 pár |

## Megközelítés helyi közlekedéssel
- Busz:  136, 177, 183, 195
- Villamos:  8, 25, 92
- Vonat:   S1   R18   R19   S41   R41   S7   R9

## Vasútvonalak
Az állomást az alábbi vasútvonalak érintik:
- Prága–Kolín-vasútvonal

## Szomszédos állomások
A vasútállomáshoz az alábbi állomások vannak a legközelebb:
- Praha-Kyje (Kolín vasútállomás, S1)
- Praha hlavní nádraží (Prága–Kolín-vasútvonal)
- Praha Masarykovo nádraží (Praha Masarykovo nádraží, Prága–Kolín-vasútvonal, S1)
- Praha-Vysočany
- Praha-Hostivař (Praha-Hostivař, S49)
- Praha-Holešovice (Roztoky u Prahy, S49)
- Praha-Hloubětín (Kolín vasútállomás, Prága–Kolín-vasútvonal)
- Praha-Kyje (Český Brod train station, S7)
- Praha hlavní nádraží (Beroun, S7)

## Fordítás
- Ez a szócikk részben vagy egészben  a   Praha-Libeň című lengyel Wikipédia-szócikk fordításán alapul.  Az eredeti cikk szerkesztőit annak laptörténete sorolja fel. Ez a jelzés csupán a megfogalmazás eredetét és a szerzői jogokat jelzi, nem szolgál a cikkben szereplő információk forrásmegjelöléseként.
- Ez a szócikk részben vagy egészben  a   Praha-Libeň című cseh Wikipédia-szócikk fordításán alapul.  Az eredeti cikk szerkesztőit annak laptörténete sorolja fel. Ez a jelzés csupán a megfogalmazás eredetét és a szerzői jogokat jelzi, nem szolgál a cikkben szereplő információk forrásmegjelöléseként.